# 草薙渉
草薙 渉（くさなぎ わたる、1947年4月3日 - ）は、日本の作家。
和歌山県生まれ。日本大学経済学部卒業。1989年「草小路鷹麿の東方見聞録」で小説すばる新人賞受賞。以後作家生活に入る。

## 著書
- 草小路鷹麿の東方見聞録 集英社 1990.2 のち文庫
- からし色のワーゲン PHP研究所 1990.10
- 黄金のうさぎ 集英社 1991.6 のち文庫
- 鳩約聖書 ゆとり郎とタケハル物語 光文社 1992.6
- ひるがえる一旗 集英社 1992.8
- 17歳のランナー 集英社 1993.4
- 草小路弥生子の西遊記 広済堂出版 1993.6 のち集英社文庫
- 水戸黄門的… 次原隆二共著 集英社 1994.2
- いつか森の中で 読売新聞社 1995.3
- 六月のうさぎたち 集英社 1995.3
- SPストリートパフォーマー 次原隆二共著 集英社 1995.7
- 黄色い雨 読売新聞社 1996.1
- インマイライフ'79 読売新聞社 1997.2
- 第8の予言 集英社文庫 1998.5
- 帝都異聞 小学館文庫 2002.8
- 空に西郷星 柏艪舎 2006.7-（柏艪舎文芸シリーズ）